# Royal Australasian Ornithologists Union

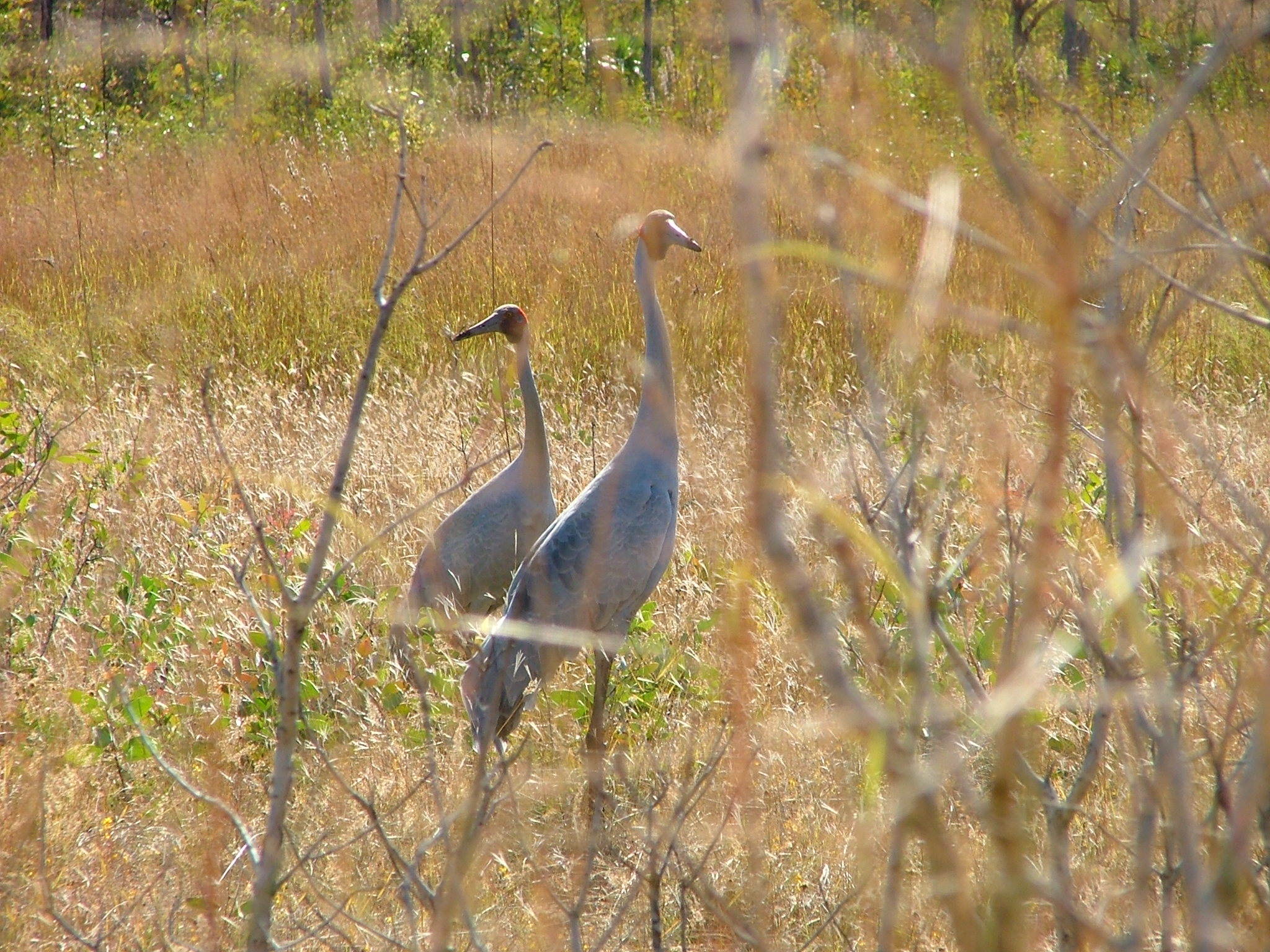
Deux spécimens de Grus Rubicunda, ou Grue Brolga, un oiseau très répandu dans le nord de l'Australie.

La Royal Australasian Ornithologists Union ou RAOU est une association australienne de protection des oiseaux fondée en 1901. Elle attribue la médaille John Hobbs.
Elle se décompose en plusieurs associations locales :
- Birds Australia Capricornia (BAC)
- Birds Australia North Queensland (BANQ)
- Birds Australia Northern NSW (BANN)
- Birds Australia Southern NSW & ACT (BASNA)
- Birds Australia Southern Queensland (BASQ)
- Birds Australia Victoria (BA-VIC)
- Birds Australia Western Australia (BAWA)
- Birds Tasmania (BA-TAS)